# 플래닛 할리우드

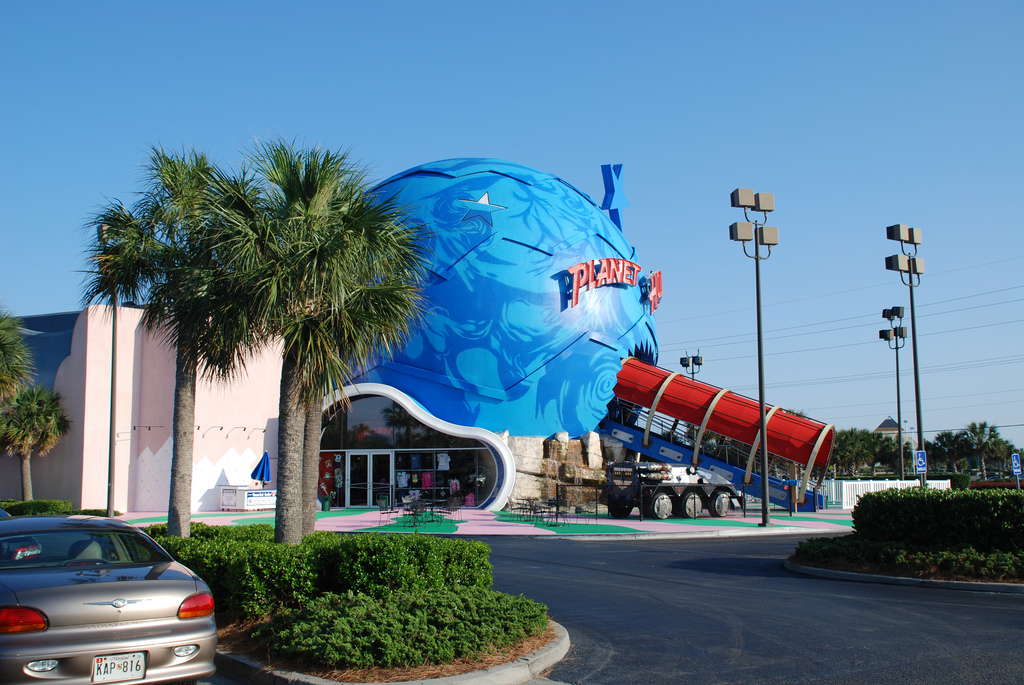
사우스캐롤라이나주 머틀비치에 있는 플래닛 할리우드

플래닛 할리우드(Planet Hollywood)는 할리우드 영화를 테마로 한 미국의 레스토랑이다. 1991년 뉴욕에서, 실베스터 스탤론, 브루스 윌리스, 데미 무어, 아널드 슈워제네거가 설립하였다. 2007년, 라스베이거스에 위치한 알라딘 호텔 & 카지노를 리모델링하여 플래닛 할리우드 리조트로 개업하여, 스타우드 호텔 & 리조트가 운영하고 있다. 현재 미국에는 머틀비치, 뉴욕, 라스베이거스, 다운타운디즈니에 가게가 있으며, 본사는 플로리다주 올랜도에 위치해 있다.
대한민국에는 1995년에 서울특별시 강남구 논현동에 홍능갈비(대표 고자홍)와 삼호필름(대표 박효성)이 합자하여 미국측과 공동으로 개점하였으나, 영업 부진과 위생 불량 문제 등으로 인해 그해 말에 철수하였다.

## 같이 보기
- 버바 검프 슈림프 컴퍼니
- 레인포리스트 카페
- 하드 록 카페